# 1682
| 1682               |
| ------------------ |
| Dødsfald - Fødsler |
|                    |

| Gregoriansk kalender | 1682 MDCLXXXII          |
| Ab urbe condita      | 2435                    |
| Armensk kalender     | 1131 ԹՎ ՌՃԼԱ            |
| Kinesiske kalender   | 4378 – 4379 辛酉 – 壬戌 |
| Etiopisk kalender    | 1674 – 1675             |
| Jødisk kalender      | 5442 – 5443             |
| Hindukalendere       |                         |
| - Vikram Samvat      | 1737 – 1738             |
| - Shaka Samvat       | 1604 – 1605             |
| - Kali Yuga          | 4783 – 4784             |
| Iransk kalender      | 1060 – 1061             |
| Islamisk kalender    | 1093 – 1094             |

Konge i Danmark: Christian 5. 1670-1699
Se også 1682 (tal)

## Begivenheder
- Peter den Store blev den 27. april , kronet til tsar af Rusland. Han var da kun 10 år gammel
- Kolonien Pennsylvania i Nordamerika bliver grundlagt af William Penn, som et fristed for kvækerne
- 11. marts - Fredericia (Frederiksodde) får særlige rettigheder, som giver fremmede i byen religionsfrihed

## Født
- 17. juni – Karl 12. af Sverige

## Dødsfald
- Murillo